# Glauke (Tochter des Kychreus)
Glauke (altgriechisch Γλαύκη Glaúkē) war in der griechischen Mythologie die Tochter von Kychreus von Salamis und Ehefrau von Aktaios, dem Eponymos von Akte, mit dem sie den Sohn Telamon hatte. Manche Quellen nennen sie auch als Ehefrau des Telamon. Ihre Darstellung als Gattin des Aktaios dient Diodor wohl als Rechtfertigung des athenischen Anspruchs auf Salamis.